# أمريكا أوليفو
أمريكا أوليفو (بالإنجليزية: America Olivo) مواليد 5 يناير 1978 في كاليفورنيا، الولايات المتحدة، هي ممثلة كندية بدأت مسيرتها الفنية عام 2002.

## الأعمال
- إن سي آي إس: لوس أنجلوس
- قانون
- المتحولون 2
- يوم الجمعة الثالث عشر
- آيرون مان
- هاوس
- كيف قابلت أمكما

## وصلات خارجية
- أمريكا أوليفو على موقع IMDb (الإنجليزية)
- أمريكا أوليفو على موقع ألو سيني (الفرنسية)
- أمريكا أوليفو على موقع ميوزك برينز (الإنجليزية)
- أمريكا أوليفو على موقع أول موفي (الإنجليزية)
- أمريكا أوليفو على موقع قاعدة بيانات برودواي على الإنترنت (الإنجليزية)
- أمريكا أوليفو على موقع قاعدة بيانات الأفلام السويدية (السويدية)
- أمريكا أوليفو على موقع ديسكوغز (الإنجليزية)
- أمريكا أوليفو على موقع قاعدة بيانات الفيلم (الإنجليزية)
- أمريكا أوليفو على موقع كينوبويسك (الروسية)